# Drosophila tristriata
Drosophila tristriata este o specie de muște din genul Drosophila, familia Drosophilidae, descrisă de Heed și Wheeler în anul 1957. Conform Catalogue of Life specia Drosophila tristriata nu are subspecii cunoscute.